# 莫斯科电影制片厂
莫斯科电影制片厂（俄语：Мосфильм，發音：[məsˈfʲilʲm]）是俄罗斯乃至全欧洲最大、历史最悠久的电影制片厂。它出品了不少广为称颂的苏联电影，包括爱森斯坦和塔可夫斯基这两位著名苏联导演的作品。

## 历史
该厂始建于1923年11月，摄制的首部电影是《翼朝天》。1927年在麻雀山建了新的演播中心。1941年撤退期间曾并入中央电影制片厂。1943年员工重回莫斯科。该制片厂的片头正中是《工人和集体农庄女庄员》塑像，背景为克里姆林宫斯巴斯基塔。苏联解体前，该厂共出品了3000多部电影，包括许多获奖的经典影片。苏联解体后成为一家私营公司。

## 作品
- （1966年）战争与和平
- （2002年）星星敢死隊